# Michael (Isola di Man)
Michael è una parrocchia dell'Isola di Man situata nello sheading di Michael con 1 729 abitanti (censimento 2011).
È ubicato nella parte occidentale dell'isola.
La parrocchia è stata istituita nel 1989.